# Jimbōchō (métro de Tokyo)
Jimbōchō (神保町駅, Jinbōchō-eki) est une station du métro de Tokyo sur les lignes Hanzōmon, Mita et Shinjuku dans l'arrondissement de Chiyoda à Tokyo. Elle est exploitée conjointement par le Tokyo Metro et le Bureau des Transports de la Métropole de Tokyo (Toei).

## Situation sur le réseau
La station Jimbōchō est située au point kilométrique (PK) 7,1 de la ligne Hanzōmon, au PK 9,6 de la ligne Mita et au PK 5,6 de la ligne Shinjuku.

## Histoire
La station a été inaugurée le 30 juin 1972 sur la ligne Mita. La ligne Shinjuku dessert la station depuis le 16 mars 1980, et la ligne Hanzōmon depuis le 26 janvier 1989.

## Services aux voyageurs

### Accès et accueil
La station est ouverte tous les jours.
La station de la ligne Shinjuku se trouve au 1er sous-sol (B1), celle de la ligne Mita au 3e sous-sol (B3) et celle de la ligne Hanzōmon au 4e sous-sol (B4). La salle d'échange est au 2e sous-sol (B2).
En moyenne, 91 671 voyageurs ont fréquenté quotidiennement la station en 2015 (partie Tokyo metro).

### Desserte
- Ligne Shinjuku :
  - voie 1 : direction Shinjuku (interconnexion avec la ligne nouvelle Keiō pour Hashimoto et Takaosanguchi)
  - voie 2 : direction Motoyawata
- Ligne Mita :
  - voie 3 : direction Meguro (interconnexion avec la ligne Tōkyū Meguro pour Hiyoshi)
  - voie 4: direction Nishi-Takashimadaira
- Ligne Hanzōmon :
  - voie 5 : direction Shibuya (interconnexion avec la ligne Tōkyū Den-en-toshi pour Chūō-Rinkan)
  - voie 6 : direction Oshiage (interconnexion avec la ligne Tōbu Skytree pour Kuki et Minami-Kurihashi)

Installations de la station
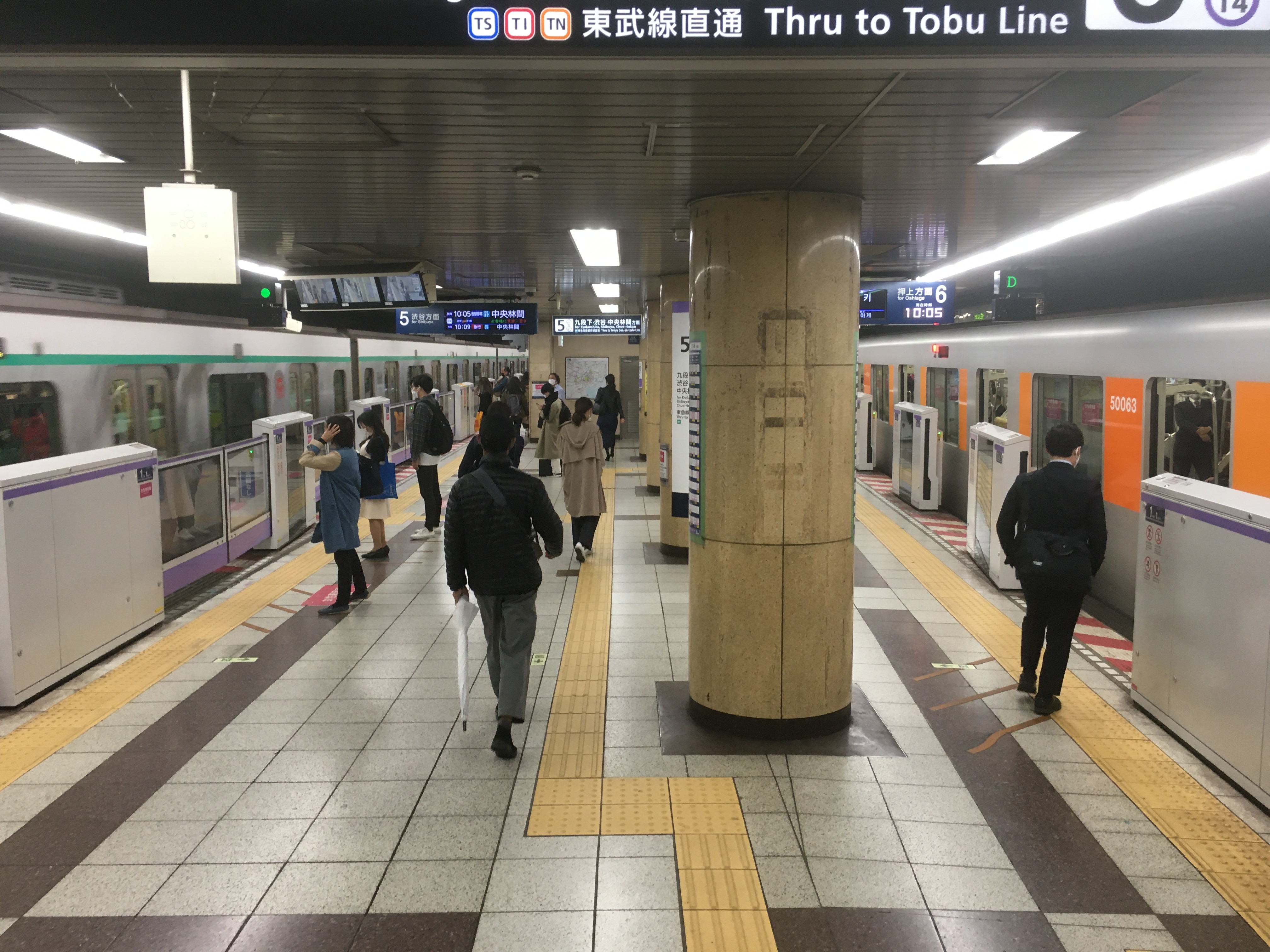
Quais de la ligne Hanzōmon
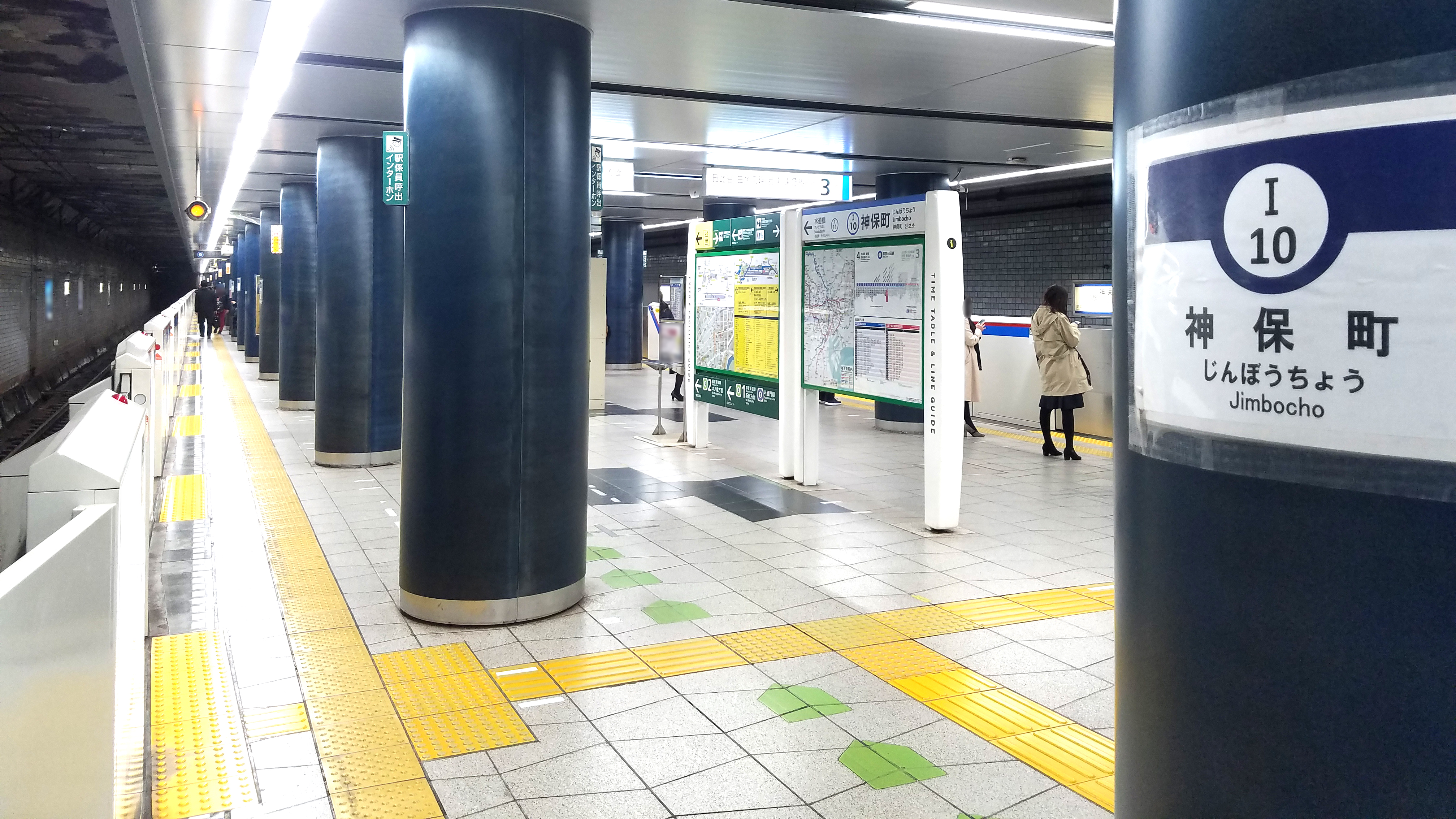
Quais de la ligne Mita
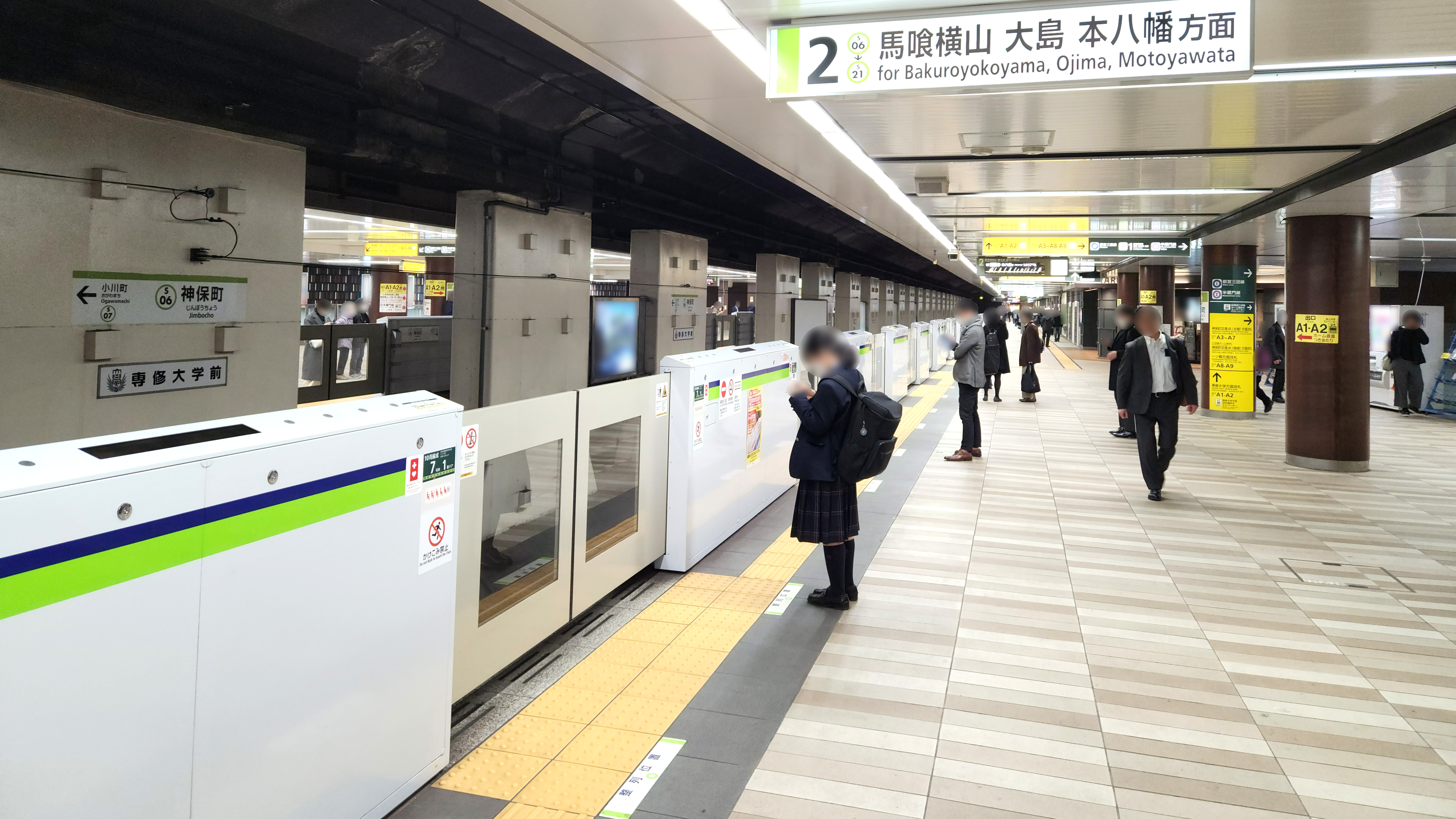
Quais de la ligne Shinjuku

## À proximité
- Théâtre de Jinbōchō